# Conseil des ministres (île de Man)

Blason de l’île de Man. La devise latine quocunque jeceris stabit signifie « Où que tu le jettes, il restera debout ».

Le Conseil des ministres (mannois : Coonseil ny Shirveishee) est l’organe chargé de conseiller le lieutenant-gouverneur de l'île de Man de la même manière que le Conseil privé conseille le monarque britannique. Il était appelé jusqu’en 1980 le Conseil exécutif. Il rassemble notamment les membres du gouvernement.

## Composition actuelle
| Ministère                                                           | Ministre         |
| ------------------------------------------------------------------- | ---------------- |
| Ministre en chef                                                    | Allan Bell       |
| Ministère des Affaires sociales                                     | Chris Robertshaw |
| Ministère de la Communauté, de la Culture et des Loisirs            | Tim Crookall     |
| Ministère du Développement économique                               | John Shimmin     |
| Ministère de l'Éducation et de l'Enfance                            | David Anderson   |
| Ministère de l'Environnement, de l'Alimentation et de l'Agriculture | Phil Gawne       |
| Ministère des Infrastructures                                       | David Cretney    |
| Ministère de l'Intérieur                                            | Juan Watterson   |
| Ministère de la Santé                                               | David Anderson   |
| Ministère du Trésor                                                 | Eddie Teare      |

Mis à jour le 28 juin 2012